# Rüdiger-Brunnen

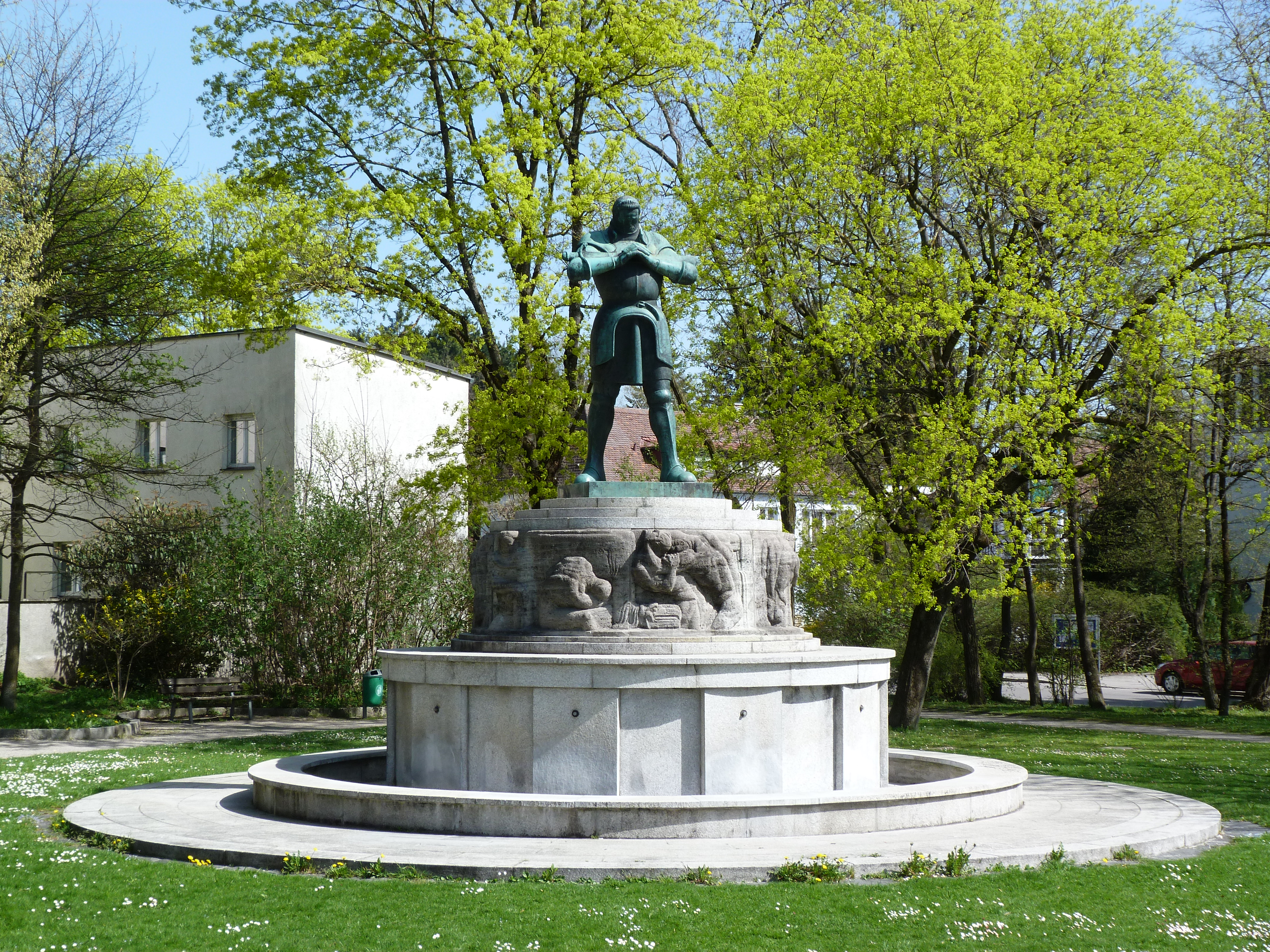
Rüdiger-Brunnen, 2011

Der Rüdiger-Brunnen war zwischen 1931 und 1945 ein Wahrzeichen der Stadt Jablonec nad Nisou (Gablonz an der Neiße) und wurde 1970 unter Verwendung der originalen Rüdiger-Skulptur und der originalen Reliefs im Kaufbeurer Stadtteil Neugablonz rekonstruiert. Skulptur und Reliefs wurden 1904 von dem aus Böhmen stammenden Berliner Bildhauer Franz Metzner geschaffen.

## Beschreibung
In dem Brunnenbecken steht ein Sockel aus Granit, der mit sechs Relieftafeln ummantelt ist, auf denen männliche Torsi abgebildet sind. Auf dem Sockel steht eine 2,90 Meter hohe Bronzestatue der historischen und literarischen Sagengestalt Rüdiger von Bechelaren. Der Markgraf ist eine der Hauptgestalten der Nibelungensage. Rüdiger ist ins Gebet vertieft dargestellt, das Schwert auf seinen Armen ruhend, im Moment der Entscheidung, ob er den Hunnen oder den Burgunden die Treue halten soll.

## Geschichte
Im Jahr 1904 erhielt der Bildhauer Franz Metzner von der Stadt Wien den Auftrag, einen Nibelungen-Brunnen zu schaffen, der seinen Platz an der Wiener Ringstraße vor der Votivkirche erhalten sollte. Als sich das Vorhaben noch in der Vorbereitungsphase zerschlug, erwarb die Gesellschaft zur Förderung deutscher Kunst und Wissenschaft in Prag die einzige bereits fertiggestellte Teilfigur des Brunnens, den Rüdiger.
1924 (fünf Jahre nach Metzners Tod) kaufte die Stadt Jablonec die Rüdiger-Skulptur für 50.000 Tschechoslowakische Kronen. Vorläufig fand die Statue einen Standort am Tuchplatz gegenüber der Annakirche. Ende der 1920er-Jahre fand der Rüdiger bei der Bauplanung für die gerade entstehende Herz-Jesu-Kirche Berücksichtigung: Auf der Bastei vor der Kirche wurde ein neuer Aufstellort gefunden. Die Stadtverwaltung ließ zur Ergänzung die Reliefplatten nach Metzners ursprünglichen Entwürfen anfertigen. Der Brunnen mit Skulptur und Reliefs wurde 1931 eingeweiht, insgesamt wurden dafür 700.000 Kronen aufgewendet.
Nach dem Zweiten Weltkrieg wurde die Skulptur in der Nacht zum 15. Juni 1945 gestürzt, beschädigt und von betrunkenen Rotgardisten hinter einem Lastwagen durch die Stadt bis zum Rathaus gezogen. 1958 übernahm die Nationalgalerie in Prag das Kunstwerk. Ersetzt wurde sie durch ein Kriegsdenkmal sowjetischer Prägung. Die Vertriebenen aus Jablonec und Umgebung hatten sich in der Zwischenzeit mehrheitlich im Kaufbeurer Stadtteil Neugablonz angesiedelt. Seit 1954 gab es wiederholt Versuche, das alte Wahrzeichen für die neue Heimat zu erwerben, doch erst im Zuge des Prager Frühlings ergab sich die Möglichkeit: Die Museumsverwaltung der Tschechoslowakei bot im Rahmen einer Maßnahme zur Devisenbeschaffung über einen Münchner Kunsthändler den Erwerb für 10.000 US-Dollar an. Die Neugablonzer Unternehmer Otto Walter und Alfred Prediger spendeten den geforderten Betrag, sodass die Statue und die Reliefs Richtung Kaufbeuren versandt wurden und am 17. Februar 1968 dort ankamen.
Die Neuerrichtung des Brunnensockels erfolgte unter der Obhut des Anpflanzungs- und Verschönerungsvereins, die dafür benötigten 100.000 DM wurden über Spenden finanziert. Die Aufstellung der Rüdiger-Skulptur auf dem Brunnensockel erfolgte am 30. August 1970 in der Parkanlage vor der Herz-Jesu-Kirche in Neugablonz.
Vorausgegangen war eine hauptsächlich über die Presse geführte Debatte, geboren aus dem Geist der 1968er-Bewegung, in der versucht wurde, die Wiedererrichtung zu verhindern. Der Brunnen galt den Kritikern als „Revanchistendenkmal“. So stehe der dargestellte Rüdiger für Werte wie „Gefolgschaftstreue, Pflichterfüllung und unbedingte Verlässlichkeit“ und wurde daher als typisches Symbol eines aggressiven Deutschtums gedeutet.